# Paracyrba wanlessi
Genre
Espèce
Paracyrba wanlessi, unique représentant du genre Paracyrba, est une espèce d'araignées aranéomorphes de la famille des Salticidae.

## Répartition et habitat
Cette espèce est endémique du Selangor en Malaisie,. Elle habite les forêts de bambous et s'installe dans les cavités fistuleuses (c'est-à-dire en tube) des chaumes de cette plante.

## Description
La carapace des mâles mesure de 3,10 à 3,40 mm de long et l'abdomen de 3,80 à 4,30 mm et la carapace des femelles mesure 3,70 mm de long et l'abdomen de 4,80 à 5,20 mm.

## Alimentation
Environ la moitié des proies capturées par les spécimens étudiés étaient des larves aquatiques d'insectes, un régime unique chez les Salticidae. Les moustiques semblent particulièrement recherchés, caractéristique partagée avec Evarcha culicivora même si celle-ci cible plutôt les adultes.

## Étymologie
Cette espèce est nommée en l'honneur de Fred R. Wanless.

## Publication originale
- Żabka & Kovac, 1996 : Paracyrba wanlessi - a new genus and species of Spartaeinae from peninsular Malaysia, with notes on its biology (Arachnida: Araneae: Salticidae). Senckenbergiana biologica, vol. 76, no 1/2, p. 153-161.